# Hylaeus livius
Hylaeus livius är en biart som först beskrevs av Warncke 1992.  Hylaeus livius ingår i släktet citronbin, och familjen korttungebin. Inga underarter finns listade i Catalogue of Life.